# Castillo de Caernarfon

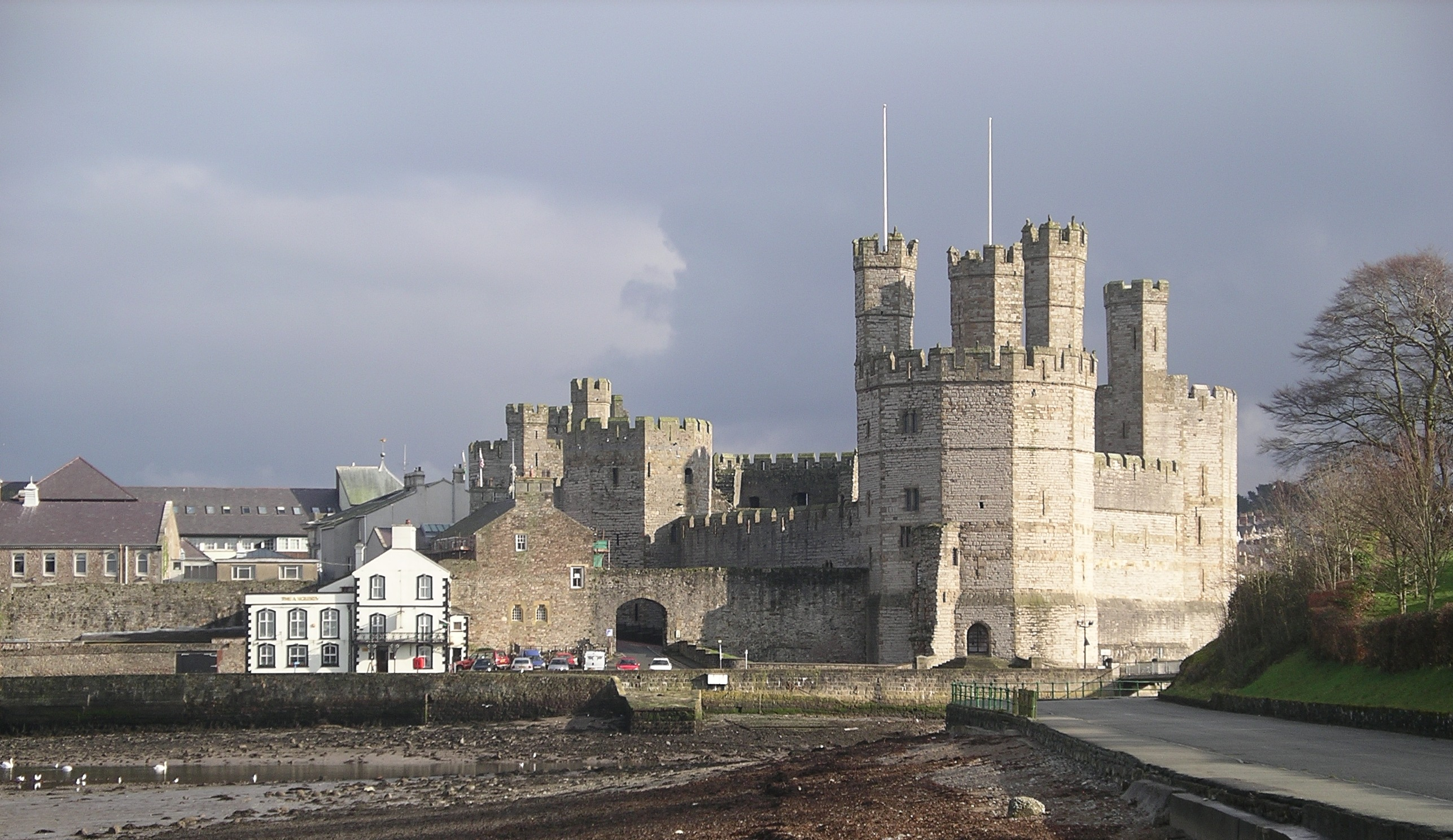
La fachada oeste del castillo.

El castillo de Caernarfon es un castillo construido en la ciudad de Caernarfon, al norte del país de Gales, por el rey Eduardo I de Inglaterra, como consecuencia de su victoriosa campaña de sometimiento a Inglaterra del país de Gales y como medio de lograr la definitiva sumisión del territorio recién incorporado a su reino. Por ese motivo, forma parte de todo un conjunto de fortificaciones y castillos que comparten su misma finalidad.
Caernarfon forma parte del conjunto de castillos y murallas del rey Eduardo en Gwynedd, designado Patrimonio de la Humanidad por la Unesco en 1986.

## Contexto
Eduardo I de Inglaterra hizo construir un gran número de castillos en la zona norte del país de Gales como medio de lograr la sumisión de los galeses, tras su conquista del principado en el año 1277 y de la derrota sufrida por el príncipe de Gales, Llywelyn el Último o Llywelyn ap Gruffydd. Las otras grandes fortalezas de este auténtico "anillo de hierro" (iron ring) en torno del territorio recién conquistado eran los castillos de Beaumaris, de Conwy y de Harlech, aunque el de Caernarfon es probablemente su construcción más emblemática.

## Construcción
Aunque las obras del castillo se iniciaron en 1283, durante la fallida sublevación de Llywelyn, el castillo alcanzó un aspecto sustancialmente idéntico al actual en 1323. No obstante no fue nunca concluido, y todavía hoy en día son apreciables en diferentes puntos de la construcción juntas preparadas para recibir nuevos muros interiores que nunca se llegaron a realizar. Los archivos contemporáneos nos indican que el coste de la construcción habría sido de unas 22 000 libras esterlinas, lo que en la época era una cifra más que considerable, que equivalía aproximadamente a las rentas que percibía en un año entero el tesoro real inglés.
La forma lineal del castillo aparece como sofisticada, si se compara con los precedentes castillos ingleses, y sus murallas, según se dice, encuentran su modelo en las de Constantinopla, ya que Eduardo I había participado en las cruzadas y habría observado los castillos del Imperio bizantino. El castillo está construido en un punto que permite el control de las aguas del estrecho de Menai, que separa la isla de Anglesey de la isla de Gran Bretaña, lo que en su momento suponía una gran importancia estratégica durante las campañas galesas de Eduardo I.

## Historia
Durante la sublevación galesa de 1294-1295, el castillo de Caernarfon tuvo que padecer un largo asedio, pero la guarnición inglesa pudo recibir aprovisionamientos por vía marítima, y fue relevada por la misma vía por tropas de refresco en la primavera de 1295. En 1403 y 1404 el castillo resistió el asedio de las huestes de Owain Glyndŵr. Durante la Revolución inglesa, su guarnición realista se rindió a las fuerzas del Parlamento en 1646.

## Miscelánea
- El castillo fue utilizado en 1911 para la investidura del nuevo Príncipe de Gales, el futuro Eduardo VIII de Inglaterra, en razón de los antiguos lazos del mismo con la Corona británica. Este hecho sentó un precedente, y los actos se repitieron de nuevo en 1969 para la investidura de Carlos de Inglaterra, príncipe de Gales.[4]

- El castillo alberga también el Museo de los Fusileros Reales de Gales.

- Según se afirma, Eduardo II de Inglaterra habría nacido en el castillo de Caernarfon en el año 1284, pero ello no ha sido probado.